# Илишуа (Салаж)
Илишуа (рум. Ilișua) насеље је у Румунији у округу Салаж у општини Шармашаг. Oпштина се налази на надморској висини од 196 m.

## Становништво
Према подацима из 2002. године у насељу је живело 722 становника.

### Попис2002.
| Расподела становништва по националности 2002.‍ | Расподела становништва по националности 2002.‍ | Расподела становништва по националности 2002.‍ | Расподела становништва по националности 2002.‍ | Расподела становништва по националности 2002.‍ |
| --------------------------------------------- | --------------------------------------------- | --------------------------------------------- | --------------------------------------------- | --------------------------------------------- |
|                                               |                                               |                                               |                                               |                                               |
| Румуни                                        | Румуни                                        |                                               | 10                                            | 1,4%                                          |
| Мађари                                        | Мађари                                        |                                               | 687                                           | 95,2%                                         |
| Роми                                          | Роми                                          |                                               | 25                                            | 3,5%                                          |